# Holm of Faray
Pour les articles homonymes, voir Holm.
Holm of Faray est une île du Royaume-Uni située dans l'archipel des Orcades en Écosse.